# Алшар
Алшар — золото-арсеново-стибієво-талієва формація, розташована в общині Кавадарці на півдні Північної Македонії. Сформувалася в гідротермальних умовах за низьких температур. Протягом деякого часу проводився видобуток в багатій талієм частині цього родовища. Талієве рудне тіло, що залишилося в шахті Црвен Дол, як і раніше містить близько 500 тонн талію. Мінерал лорандит з цієї формації використовується для виявлення параметрів потоку сонячних нейтрино.
Назва Алшар є абревіатурою, що складається з перших складів імен Аллатіні (Allatini — брати, які були власниками концесій з розробки родовища) та Шарто (Charteaux — французький інженер, який досліджував родовище). Назва сербською — Alšar.

## Геологія
Формація є золоторудним родовищем типу Карлін (аналогічне родовищу Карлін в штаті Невада, США).
В межах родовища є два основні рудні тіла: Црвен Дол і Центральні Део. Црвен Дол знаходиться в північній частині родовища і бідніше на стибій, але багатше на арсен і талій.

## Розробка родовища
Видобування арсенових руд розпочалося в 15 столітті, коли турки правили цією частиною країни. Рудник Алшар запрацював у 1877 році і діяв, з перервами через війни, до Другої світової війни. Після неї проводилися лише геологічні дослідження (1953-1957; 1962-1965). Поки рудник був активним, руду виплавляли у Фрайберзі (Німеччина).
Шахта Црвен Дол розробляла шар рудного тіла, збіднений стибієм і збагачений арсеном і талієм. Серед мінералів, що складають більшу частину рудного тіла реальгар, аурипігмент, арсеновмісний пірит і марказит. На родовищі йшов активний видобуток між 1880 і 1908 роками. Протягом цього періоду добувався стибій, арсен і талій.
Дослідження епітермального золота здійснено на початку 1990-х американською компанією Nassau Limited, але вміст золота виявився некондиційним. У 1987-1993 роках деякі штольні (наприклад, № 21) були відновлені для вилучення лорандиту для проекту LOREX.

## Мінерали
Пірит, антимоніт, ауріпігмент і реальгар — це головні мінерали, що формують руду. Лорандит — це талієво-арсенова сульфосіль з формулою TlAsS2 — головний талієвий мінерал на родовищі. Кілька інших талієвих мінералів були виявлені в шахті протягом багатьох років, наприклад, янковічит (Tl5Sb9(As, Sb)4S22), фангіт (Tl3AsS4) і бернардит (TI(Sb, As)5S5).

## LOREX
Проект LOREX (LORandite EXperiment) використовує лорандит з руди цього родовища для визначення параметрів потоку сонячних нейтрино. Цей мінерал містить велику кількість талію-205, який в результаті реакції захоплення нейтрино утворює свинець-205. Процес 205Tl(νe,e−)205 має відносно низьку порогову енергію 52 кеВ і, отже, має відносно високу ефективність. В зв'язку з віком родовища від 4,5 до 4,2 мільйонів років, потік сонячних нейтрино можна оцінити за останні 4 мільйона років, визначивши кількість свинцю-205 у зразку лорандиту. Ця реакція може бути викликана не тільки нейтрино, але і іншими високоенергетичними космічними частинками, які всі мають різні глибини проникнення в земну кору. Тому протягом 2008-2010 років було зібрано безліч зразків з різних глибин родовища для отримання достовірних даних.